# NGC 4771
NGC 4771 је спирална галаксија у сазвежђу Девица која се налази на NGC листи објеката дубоког неба.
Деклинација објекта је + 1° 16' 12" а ректасцензија 12h 53m 20,9s. Привидна величина (магнитуда) објекта NGC 4771 износи 12,3 а фотографска магнитуда 13,0. NGC 4771 је још познат и под ознакама UGC 8020, MCG 0-33-17, CGCG 15-31, IRAS 12507+0132, PGC 43784.